# النصر يا رب (لوحة)
 النصر يا رب! (1871) هي لوحة لجون إيفريت ميليه تصور موسى وهارون وحور خلال معركة رفيديم ضد العمالقة.
توضح اللوحة مقطعًا من سفر الخروج الإصحاح 17، يصف كيف شاهد موسى ورفاقه المعركة من التل. موسى يحمل العصا في يده اليمنى:
| النصر يا رب (لوحة) | وَأَتَى عَمَالِيقُ وَحَارَبَ إِسْرَائِيلَ فِي رَفِيدِيمَ. فَقَالَ مُوسَى لِيَشُوعَ: «انْتَخِبْ لَنَا رِجَالًا وَاخْرُجْ حَارِبْ عَمَالِيقَ. وَغَدًا أَقِفُ أَنَا عَلَى رَأْسِ التَّلَّةِ وَعَصَا اللهِ فِي يَدِي». فَفَعَلَ يَشُوعُ كَمَا قَالَ لَهُ مُوسَى لِيُحَارِبَ عَمَالِيقَ. وَأَمَّا مُوسَى وَهَارُونُ وَحُورُ فَصَعِدُوا عَلَى رَأْسِ التَّلَّةِ. وَكَانَ إِذَا رَفَعَ مُوسَى يَدَهُ أَنَّ إِسْرَائِيلَ يَغْلِبُ، وَإِذَا خَفَضَ يَدَهُ أَنَّ عَمَالِيقَ يَغْلِبُ. فَلَمَّا صَارَتْ يَدَا مُوسَى ثَقِيلَتَيْنِ، أَخَذَا حَجَرًا وَوَضَعَاهُ تَحْتَهُ فَجَلَسَ عَلَيْهِ. وَدَعَمَ هَارُونُ وَحُورُ يَدَيْهِ، الْوَاحِدُ مِنْ هُنَا وَالآخَرُ مِنْ هُنَاكَ. فَكَانَتْ يَدَاهُ ثَابِتَتَيْنِ إِلَى غُرُوبِ الشَّمْسِ. فَهَزَمَ يَشُوعُ عَمَالِيقَ وَقَوْمَهُ بِحَدِّ السَّيْفِ. | النصر يا رب (لوحة) |

عمل ميليه على اللوحة على مدى سنوات عديدة، تصور اللوحة الصراع بين قوة الإرادة الثابتة لموسى، والإرهاق الجسدي والعاطفي لأصحابه. تتناقض اللوحة بشكل جذري مع الأعمال الدينية المعاصرة لرفيق ميليه السابق وليام هولمان هانت مثل "ظل الموت"، والتي كان يعمل عليها هانت في نفس الوقت. 